# Die Edlseer
Die Edlseer sind eine österreichische Volksmusikgruppe aus Birkfeld in der Steiermark. Die Band wurde 1990 als Edlseer Spatzen gegründet, 1993 erfolgte eine Neugründung als Edlseer Trio, aus der der heutige Name hervorging.
Der Durchbruch gelang ihnen mit dem Song Madonna Mia aus ihrem 1997 erschienenen Album Jung, zünftig, super drauf.

## Grand Prix der Volksmusik-Platzierungen
Zum ersten Mal nahm die Gruppe beim Grand Prix der Volksmusik 2000 teil und erreichte mit Weil i a Schürzenjäger bin für Österreich den 6. Platz. Beim Grand Prix der Volksmusik 2001 traten sie gemeinsam mit den Zellberg Buam auf und erreichten mit Edlziller Partyknüller den 4. Platz. Mit dem Titel I bleib bei Volksmusik beim Grand Prix der Volksmusik 2004 holten sie sich den 6. Platz. Zusammen mit Die Stoakogler beim Grand Prix der Volksmusik 2006 erreichten sie mit dem Titel A Musikant im Trachteng'wand den 4. Platz.

Nahaufnahme der Bandmitglieder beim Spielen eines Liedes am Villacher Oktoberfest 2015

Anlässlich des 30-Jahre-Jubiläums wurde in Birkfeld die Edlseer-Alm, ein Areal mit Spielplatz und Museum und Wasserpark eröffnet.

## Diskografie

### Alben
| Jahr | Titel                                     | Höchstplatzierung, Gesamtwochen, AuszeichnungChartsChartplatzierungen (Jahr, Titel, Platzierungen, Wochen, Auszeichnungen, Anmerkungen) | Anmerkungen                                                    |
| Jahr | Titel                                     | AT | Anmerkungen                                                    |
| ---- | ----------------------------------------- | --- | -------------------------------------------------------------- |
| 1998 | Junge Power                               | AT41 Gold · (9 Wo.)AT |                                                                |
| 1999 | Alles klar                                | AT39 (4 Wo.)AT |                                                                |
| 2000 | Echt cool                                 | AT31 (7 Wo.)AT | Erstveröffentlichung: 12. Mai 2000                             |
| 2002 | Wir stehen auf Frauenpower                | AT23 (6 Wo.)AT | Erstveröffentlichung: 16. August 2002                          |
| 2003 | Die größten Hits der Volksmusik           | AT33 Platin · (8 Wo.)AT | Erstveröffentlichung: 6. Mai 2003                              |
| 2004 | I bleib bei Volksmusik                    | AT57 Gold · (4 Wo.)AT | Erstveröffentlichung: 24. Mai 2004                             |
| 2005 | Herz an Herz                              | AT7 Gold · (13 Wo.)AT | Erstveröffentlichung: 9. Mai 2005                              |
| 2006 | Ein Herz aus Volksmusik                   | AT54 Gold · (1 Wo.)AT | Erstveröffentlichung: 12. Mai 2006                             |
| 2007 | Rot-Weiss-Rot                             | AT16 Gold · (7 Wo.)AT | Erstveröffentlichung: 11. Mai 2007                             |
| 2008 | Stolz auf Österreich                      | AT37 (5 Wo.)AT | Erstveröffentlichung: 11. April 2008                           |
| 2009 | Der steirische Prinz                      | AT32 Gold · (7 Wo.)AT | Erstveröffentlichung: 8. Mai 2009                              |
| 2010 | Echte Volksmusik                          | AT40 (3 Wo.)AT | Erstveröffentlichung: 2. April 2010                            |
| 2010 | Halleluja                                 | AT53 (2 Wo.)AT | Erstveröffentlichung: 23. Juli 2010                            |
| 2011 | Hoamat                                    | AT5 Gold · (11 Wo.)AT | Erstveröffentlichung: 6. Mai 2011                              |
| 2012 | Das Beste aus der Hoamat                  | AT6 Gold · (10 Wo.)AT | Erstveröffentlichung: 4. Mai 2012                              |
| 2013 | Jubiläumsgold                             | AT4 Gold · (5 Wo.)AT | Erstveröffentlichung: 26. April 2013                           |
| 2013 | „Echte“ Volksmusik Vol. 2                 | AT10 Gold · (3 Wo.)AT | Erstveröffentlichung: 13. September 2013                       |
| 2013 | Goldene Weihnacht                         | AT71 Gold · (1 Wo.)AT | Erstveröffentlichung: 15. November 2013 Charteinstieg: 2017    |
| 2014 | Live!                                     | AT4 Gold · (6 Wo.)AT | Erstveröffentlichung: 11. April 2014                           |
| 2015 | Fahr ma über’n See                        | AT5 Gold · (5 Wo.)AT | Erstveröffentlichung: 8. Mai 2015                              |
| 2016 | Tanz ma mitanond                          | AT3 Gold · (20 Wo.)AT | Erstveröffentlichung: 6. Mai 2016                              |
| 2016 | Live zur TV-Sendung in Bad Kleinkirchheim | AT4 (4 Wo.)AT | Erstveröffentlichung: 16. September 2016 Die Edlseer + Freunde |
| 2018 | 25 Jahre – Owa heit do gemma feiern       | AT1 Gold · (17 Wo.)AT |                                                                |
| 2019 | Das Beste                                 | AT73 (1 Wo.)AT | Erstveröffentlichung: 24. Mai 2019                             |
| 2020 | Echte Volksmusik – 30 Lieder              | AT59 (1 Wo.)AT | Erstveröffentlichung: 18. September 2020                       |
| 2020 | Echte Freind                              | AT8 (3 Wo.)AT | Erstveröffentlichung: 25. September 2020                       |
| 2023 | 30 Jahre – Stoss ma an!                   | AT12 (2 Wo.)AT |                                                                |

Weitere Alben
- 1995: A echter Steirerklang
- 1996: Uafoch stoark
- 1997: Jung, zünftig, super drauf
- 1998: Sowieso samma froh
- 1999: Weihnachtsstimmung
- 2000: A bisserl Kuscheln
- 2001: Junge Power II
- 2001: Edlziller Party-Knüller (Zellberg Buam & Die Edlseer)
- 2002: Bäng Bäng
- 2002: Wir sind alle Indianer
- 2004: Stars der Volksmusik
- 2008: Stille Zeit
- 2009: Gold (Doppel-CD)
- 2009: Weihnacht
- 2018: Weihnacht im Hoamatkircherl

### Singles
- 1997: Madonna Mia
- 1997: So was liab’s wie di
- 1998: Aber dann im Garten Eden
- 1999: Hast a Pflaster
- 2000: Weil i a Schürzenjäger bin